# Lindneromyia abscondita
Lindneromyia abscondita är en tvåvingeart som först beskrevs av Snow 1895.  Lindneromyia abscondita ingår i släktet Lindneromyia och familjen svampflugor.
Artens utbredningsområde är Oregon. Inga underarter finns listade i Catalogue of Life.